# Штефенешть (Ботошань)
Штефенешть, Штефенешті (рум. Ștefănești) — місто у повіті Ботошані в Румунії.

## Географія
Місто розташоване на відстані 382 км на північ від Бухареста, 40 км на схід від Ботошань, 76 км на північ від Ясс.

## Адміністративний устрій
Адміністративно місту підпорядковані такі села (дані про населення за 2002 рік):
- Бедіуць (889 осіб)
- Бобулешть (1422 особи)
- Стинка (928 осіб)
- Штефенешть-Сат (1108 осіб)

## Населення
За даними перепису населення 2002 року у місті проживали 5628 осіб.
Національний склад населення міста:
| Національність   | Кількість осіб | Відсоток |
| ---------------- | -------------- | -------- |
| румуни           | 5338           | 94,8 %   |
| цигани           | 285            | 5,1 %    |
| росіяни-липовани | 3              | 0,1 %    |
| німці            | 1              | < 0,1 %  |

Рідною мовою назвали:
| Мова      | Кількість осіб | Відсоток |
| --------- | -------------- | -------- |
| румунська | 5436           | 96,6 %   |
| циганська | 189            | 3,4 %    |
| російська | 3              | 0,1 %    |

Склад населення міста за віросповіданням:
| Релігія       | Кількість осіб | Відсоток |
| ------------- | -------------- | -------- |
| православні   | 5546           | 98,5 %   |
| п'ятдесятники | 37             | 0,7 %    |
| бретрени      | 28             | 0,5 %    |
| адвентисти    | 11             | 0,2 %    |
| римо-католики | 6              | 0,1 %    |

## Персоналії
- Штефан Лук'ян — румунський художник-імпресіоніст.

## Світлини

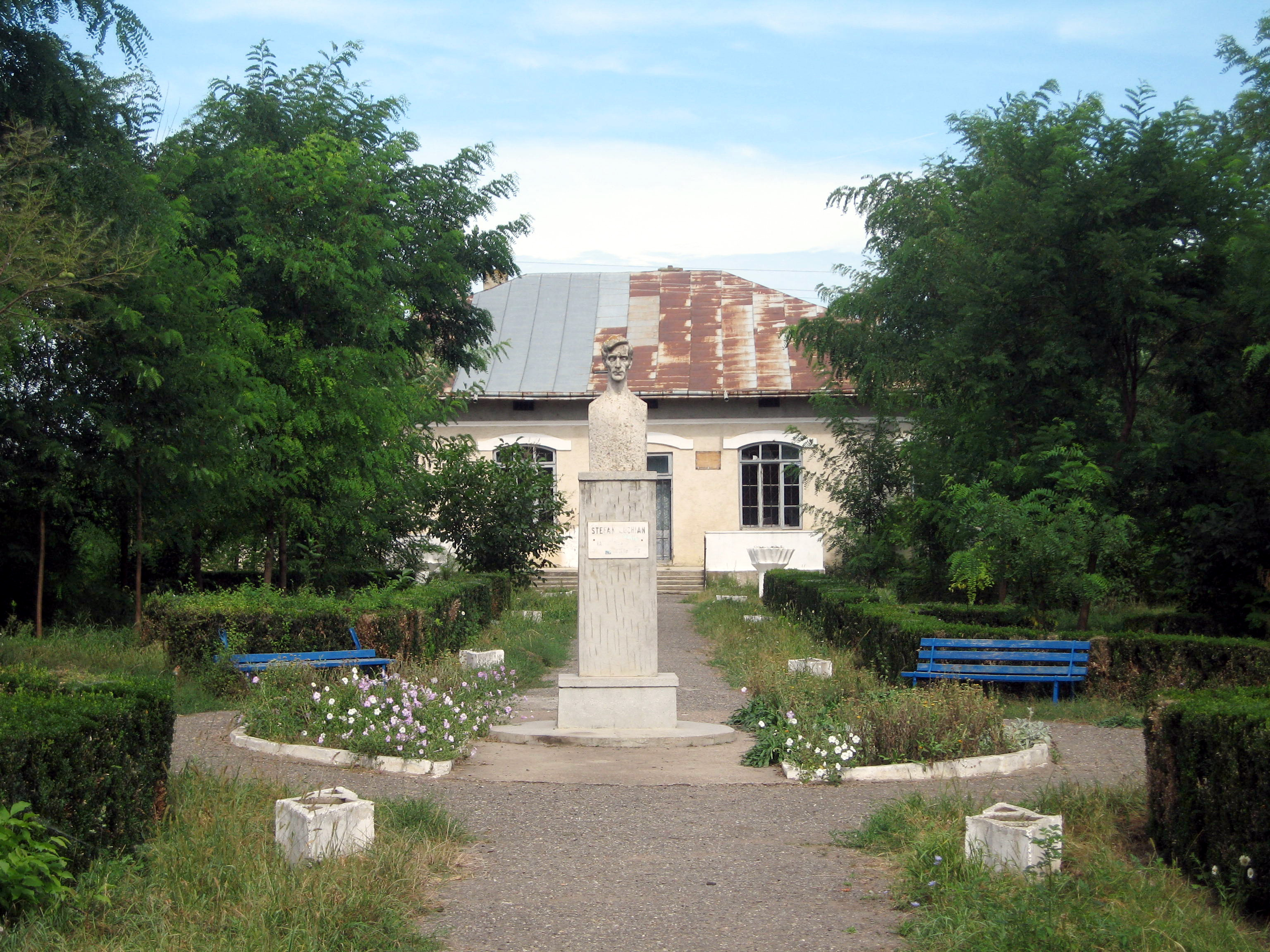
Музей Штефана Лук'яна
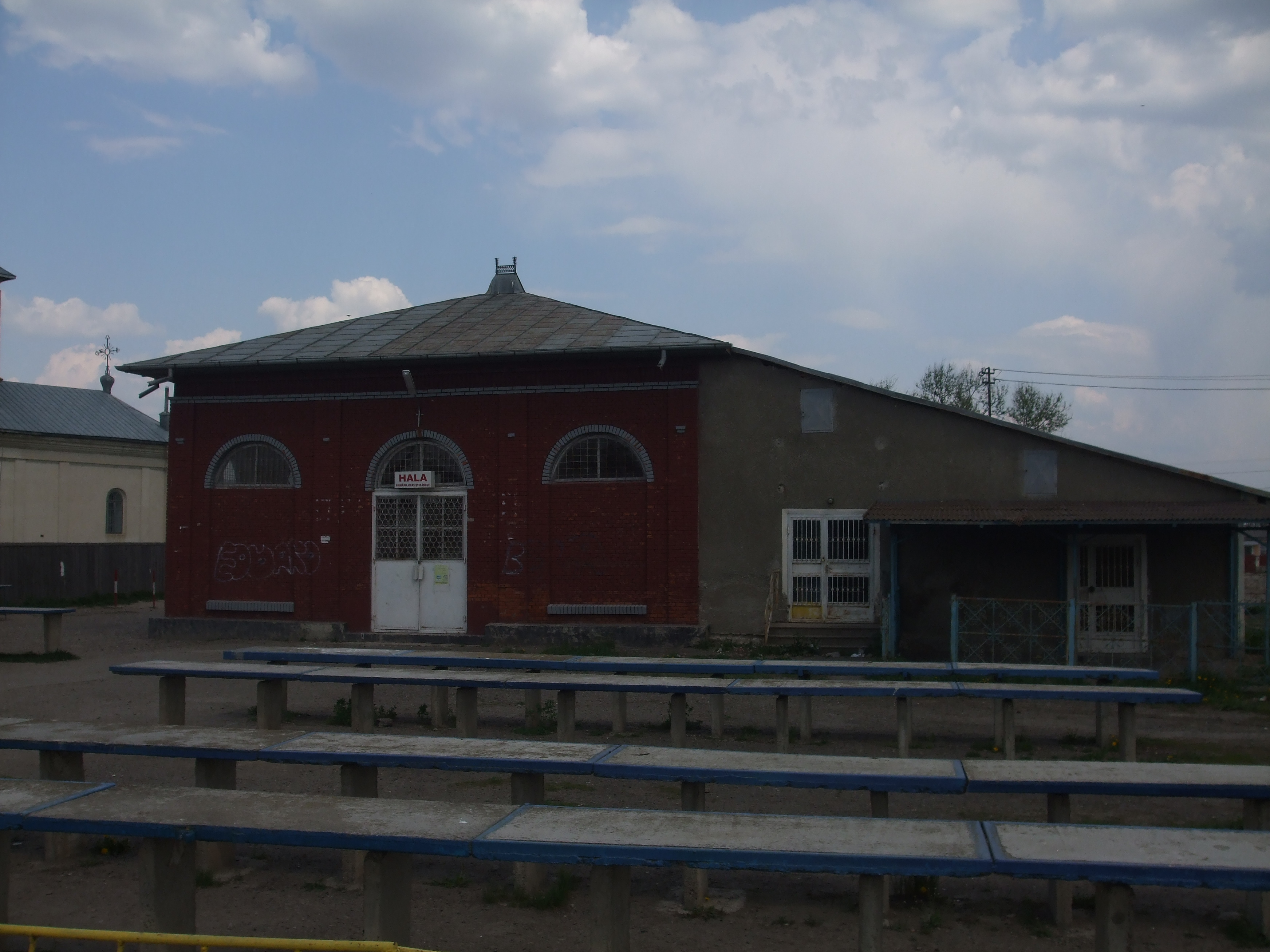
Будівля
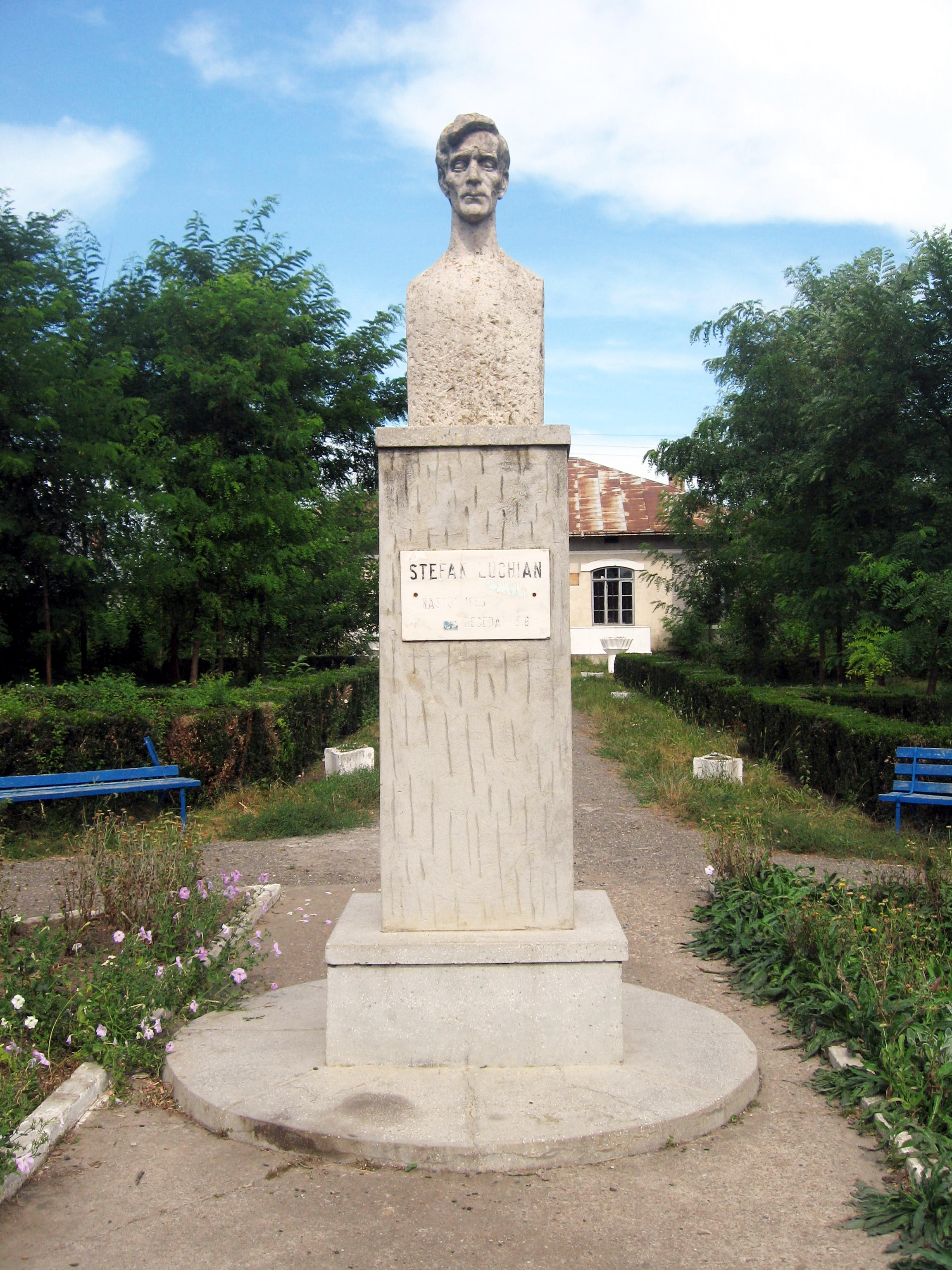
Памятник Штефану Лук'яну